# The Offspring
The Offspring (з англ. — «нащадок» або «продукт, результат») — американський панк-рок гурт з округу Оріндж, Каліфорнія, заснований у 1984 році році з назвою «Manic Subsidal». Станом на 2013 рік до складу гурту входять вокаліст та гітарист Декстер Голланд, гітарист Кевін Вассерман, бас-гітарист Грег Крісел та ударник Піт Параду. Протягом довгого часу (з 1986 по 2003 рік) на ударних в групі грав Рон Велті. До теперішнього моменту група випустила дев'ять альбомів, один збірник найкращих пісень («Greatest Hits»), чотири EP та три DVD. Останній альбом гурту Days Go By вийшов 26 червня 2012 року. Сумарний наклад проданих альбомів перевищив 40 мільйонів примірників, що свідчить про їх  досягнення в історії музики панк-гуртів.

## Історія

### Ранній період (1984—1987)
Група The Offspring була створена в 1984 році однокласниками з каліфорнійського міста Оріндж Декстером Голланд (справжнє ім'я Браян Кіт Голланд) і Грегом Кріселем. Ідея створити групу прийшла до них під враженням від концерту Social Distortion. Декстер Голланд став грати на гітарі, Крісел — на бас-гітарі. Вокалістом був Довг Томпсон, барабанщиком став його приятель Джим Бентон. Кевін «Noodles» Вассерман, шкільний охоронець, був запрошений до групи головним чином тому, що з усіх її учасників він один досяг віку, який дозволяє купувати алкоголь. Початкова назва гурту — «Maniac Subsidal». Незабаром Томпсон і Бентон покинули групу, і Голланд взяв на себе роль вокаліста, а барабанщиком став Джеймс Лілья. В 1985 назва групи була змінена на The Offspring. У 1986 вийшов перший сингл: «I'll Be Waiting/Blackball», виданий самостійно на власній студії «Black Label record company», названій на честь однойменної марки віскі. Тираж синглу склав 1000 примірників. Незабаром Джеймс Лілья також вирішив покинути The Offspring для продовження медицинської кар'єри, тому за ударною установкою його замінив Рон Велті, якому на той момент було лише 16 років.
Наприкінці 1985 Голланд вступив до Університету Південної Каліфорнії, Вассерман в той час закінчував коледж, Крісел працював над ступенем з економіки, а Рон Велті вивчав електроніку в місцевій приватній школі. Попри щільний графік, група репетирувала вихідними в будинку Кріселів.

### The OffspringіIgnition(1988—1993)
Записавши в 1988 демо, The Offspring підписали договір зі звукозаписною компанією «Nemesis Records» і в березні 1989 записали дебютний альбом, названий «The Offspring», продюсером якого став Том Вілсон, що працював раніше з групами Dead Kennedys, Social Distortion і The Vandals. Альбом вийшов невеликим тиражем на 12" вінілових пластинках (перевидання на CD відбулося в 1995). Незабаром після цього відбувся шеститижневий гастрольний тур. У 1991 на лейблі «Epitaph Records» був записаний EP «Baghdad», а в 1992, за підтримки Уїлсона як продюсера, — другий альбом «Ignition». Він став досить успішним, за ним відбувся дворічний гастрольний тур з такими панк- і ска-панк-групами як Pennywise, No Doubt і Voodoo Glow Skulls.

### SmashіIxnay on the Hombre, перший великий успіх (1994—1996)
Альбом «Smash», що став одним з найуспішніших в кар'єрі The Offspring, був записаний в 1993 і вийшов 1994 року. Сингли «Come Out and Play», «Self Esteem» і «Gotta Get Away» стали хітами і принесли групі всесвітню популярність. До цього моменту відносини між музикантами і продюсером ставали все напруженішою, і вони вирішили викупити у Вілсона права на свій перший альбом. Голланд та Крісел створили власну звукозаписну компанію «Nitro Records», перевидали свій дебютний альбом і зайнялися записом альбомів таких панк-груп як AFI, The Vandals, Guttermouth та Jughead's Revenge.
Після дворічного гастрольного туру на підтримку «Smash» The Offspring уклали контракт з лейблом Columbia Records, на якому і вийшов їхній четвертий альбом, що отримав назву «Ixnay on the Hombre». Продюсером альбому став Дейв Джерден. Хоча цей диск не повторив великого успіху попередньої платівки, завдяки таким пісням як «All I Want», «Gone Away» й «I Choose» він розійшовся тиражем 4 мільйони копій. На цьому альбомі The Offspring дещо відійшли від гострих політичних тем, властивих як їх більш раннім альбомами, так і багатьом іншим панк-групам, що записують на лейблі «Epitaph Records». Саме цим сам Декстер Голланд пояснює порівняно невеликий успіх «Ixnay on the Hombre» порівнюючи зі «Smash».

### AmericanaіConspiracy of One, пік популярності (1998—2002)
В 1998 відбувся випуск чергового альбому The Offspring — «Americana». Він розійшовся по світу накладом в 11 мільйонів екземплярів, ставши, таким чином, найбільш комерційно успішним випуском в дискографії групи. Тексти пісень переважно стосуються неприємних реалій американської життя, що, втім, не завадило такими піснями як «Pretty Fly (for a White Guy)», «Why Don't You Get A Job?», «The Kids Aren't Alright» і «She's Got Issues» зайняти верхні рядки хіт-парадів як в Америці, так і за її межами.
Наступний альбом The Offspring, що отримав назву «Conspiracy of One», також став вельми успішним; хороші продажі йому забезпечив успіх синглів «Original Prankster», «Want You Bad» і «Million Miles Away».
Спочатку група планувала поширювати альбом на своєму офіційному сайті offspring.com, щоб продемонструвати свою підтримку цьому досить новому на той момент способу розповсюдження музики. Але під тиском звукозаписної компанії від такого плану довелося відмовитися, і на сайті групи опублікували тільки перший сингл, «Original Prankster». Втім, і весь альбом цілком через витік незабаром виклали на фан-сайтах.
У 2001 року The Offspring записали сингл «Defy You», що ввійшов в саундтрек до фільму «Orange County» і включений до збірки хітів «Greatest Hits», що вийшов у 2005 році. Ця пісня стала останньою, записаної за участю Рон Велті, який залишив групу в 2003 року для просування власного проєкту Steady Ground.

### Splinterі збірникGreatest Hits(2003—2005)
Після виходу Рон Велті в запису наступного альбому групі допомагав Джош Фріз, а пізніше його місце зайняв Атом Віллард (справжнє ім'я — Адам). 1 квітня 2003 року було анонсовано назву нового альбому — «Chinese Democrazy» (спотворене «Chinese Democracy» — китайська демократія), на честь альбому Guns N' Roses, випуск якого багато разів переносився (і відбувся лише 23 листопада 2008). Але це повідомлення виявилося першоквітневим жартом, а альбом отримав назву «Splinter». Найуспішнішим синглом з нього стала пісня «Hit That».
У 2005 року вийшов збірник найкращих пісень «Greatest Hits», що включає в себе 14 хітів починаючи з альбому «Smash» і закінчуючи «Splinter» і дві нові пісні: «Can't Repeat» і «Next to You» (кавер на пісню The Police; прихований трек). Також на диску присутнє інтерв'ю з Голланд та Вассерманом, присвячене історії групи, і акустична версія пісні «Dirty Magic». Приблизно через місяць вийшов DVD з усіма кліпами та уривками виступів The Offspring.

### Rise and Fall, Rage and Grace(2008)

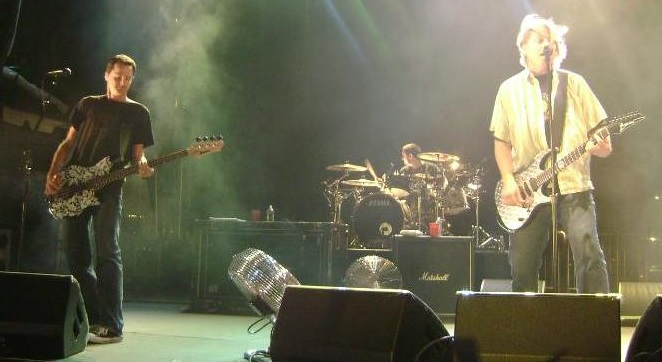
The Offspring на концерті в місті Шарлотт, штат Північна Кароліна USA.

Перші повідомлення про те, що The Offspring повернулися до студії для запису наступної платівки, з'явилися в листопаді 2006. Альбом отримав назву «Rise and Fall, Rage and Grace»; продюсером виступив Боб Рок. У липні 2007 року новим ударником став Піт Параду, колишній учасник груп Face To Face і Saves the Day, який змінив у складі The Offspring Атом Віллард, що пішов у Angels & Airwaves. У записі альбому брав участь барабанщик Джош Фріз. Першим синглом з платівки стала «Hammerhead», неодноразово виконана на концертах у 2007 році.
Прем'єра альбому відбулася 9 червня 2008 року в Інтернеті: його можна прослухати цілком на офіційній сторінці The Offspring на сайті iMeem.com.

### Days Go By(2012)
У травні 2009 року в інтерв'ю канадській радіостанції CFEX-FM Кевін Вассерман повідомив про те, що, Декстер почав роботу над, поки ще безіменним, дев'ятим альбомом групи, разом з продюсером Бобом Роком. На концерті в Лас-Вегасі 18 червня 2010 року, група The Offspring виконала нову пісню — «You Will Find a Way» (перший варіант пісні «Days Go By»), яка увійшла до нового альбому. Так само на цьому концерті вони виконали кавер на «The Guns of Brixton» групи The Clash. 11 січня 2011 року, Джош Фріз (саме він грає на барабанах на попередніх двох альбомах) згадав на своєму вебсайті, що він був у студії, в якій The Offspring записують свій новий альбом. Ронні Кінг також підтвердив, що він з'явиться як музикант, який грає на клавішних інструментах у новому альбомі. 4 березня 2011 року, група The Offspring оголосила на своєму сайті, що вони будуть гастролювати цього літа і восени. Вони підтвердили, що будуть грати на головній сцені Reading and Leeds Festivals 2011. 2 серпня 2011 року у своєму підкасті, Декстер Голланд сказав:
Ми були в студії кожен день до недавнього часу. Ми беремо невелику перерву, бо треба написати кілька текстів… Я б сказав, що у нас є велика частина записаного матеріалу… у нас є 12 пісень, в яких записані всі барабани, і в багатьох гітари… просто залишається записати вокал. Ми дуже близькі до завершення". Водночас Кевін Вассерман не стверджує, що новий альбом буде випущений у 2011 році, він сказав, що це "безумовно не та ситуація, як з Chinese Democracy.
Він також сказав, що робота наближається до кінця і видно «світло в кінці тунелю», і що вони «не збираються переглядати і перезаписувати всі пісні». В інтерв'ю на I-Day Festival в Болоньї, Італія, який відбувся 4 вересня 2011 року, Кевін Вассерман сказав, що новий альбом The Offspring не буде випущений до 2012 року, і вони «повинні записати весь матеріал до кінця року і тоді в наступному році залишиться робота над обкладинкою, мікшуванням та всім іншим.» 14 вересня 2011 року, група The Offspring оголосила на своїй сторінці Facebook, що вони повинні «повернутися в студію протягом тижня», щоб продовжити запис свого нового альбому, який вони сподіваються, буде завершений протягом найближчих двох-трьох місяців. Того ж дня, група оголосила про те, що гастролюватиме в підтримку альбому в 2012 році. The Offspring оголосили 4 жовтня, що вони повернулися в студію. За словами AJ Maddah, промоутера Australian festival Soundwave, альбом буде мікшувати в січні або лютому 2012 року. У наприкінці березня 2012 року The Offspring оголосили про завершення роботи над новим студійним альбомом. Робота над диском проходила в Каліфорнії — за негласною традицією The Offspring. Повідомлення, розміщене 24 березня на сторінці групи у Facebook, говорить:
Залишаємо нашу студію в Голлівуді. Платівка готова.
Через місяць на офіційному сайті з'явилася інформація про альбом: стали відомі його назва, «Days Go By», і плей-лист. Також була анонсована дата виходу однойменного синглу — 27 квітня. Його прем'єра відбулася на радіо KROQ в 7:00 ранку за Лос-Анджелеським часом. В Австралії та Новій Зеландії замість «Days Go By» вийшла інша пісня: «Cruising California (Bumpin' In My Trunk)». 19 червня 2012, за тиждень до випуску, група оголосила, через Twitter, що альбом можна прослухати на сайті журналу Rolling Stone.
Альбом «Days Go By» вийшов 26 червня 2012 року на лейблі «Columbia Records».
20 червня 2013 року стало відомо, що Offspring працюють над концертним альбомом з інженером Яном Шарбонно. Замість стандартного релізу, концертний альбом (який був записаний у Варшаві, Польща, на фестивалі Orange Warsaw, що проходив на Народному стадіоні) був би випущений в Інтернеті, але на сьогоднішній день цього не сталося.

### Гастролі та музика Round Hill Music (2014-2016)
The Offspring провели літо 2014 року в турі на честь 20-річчя свого третього альбому Smash. Вони були хедлайнерами туру Summer Nationals 2014 з липня по вересень за підтримки своїх колишніх колег по лейблу Bad Religion і Pennywise, а також Vandals, Stiff Little Fingers і Naked Raygun. Одночасно з туром Summer Nationals Offspring випустили кавер-версії пісень Pennywise "No Reason Why" і Bad Religion "Do What You Want" і "No Control" на своєму YouTube-акаунті.  Ці кавер-версії увійшли до міні-альбому Summer Nationals, який вийшов у цифровому форматі у серпні 2014 року. 24 грудня 2014 року RadioContraband оголосили на своїй сторінці у Facebook, що прем'єра нового синглу від Offspring - "Coming for You", відбудеться 30 січня 2015 року. The Offspring відправилися у турне на підтримку синглу "Coming for You", а також виконали альбом "Americana" 1998 року у повному обсязі на рок-фестивалі "Amnesia", який проходив у канадському місті Монтебелло, 19 червня 2015 року.
The Offspring повернули права на свої альбоми лейблу Columbia Records у 2014 році. У серпні 2015 року гурт виставив на аукціон права на ці альбоми (а також авторські права на пісні) на суму близько 30 мільйонів доларів. Sony Music Entertainment (власник Columbia Records) і Round Hill Music нібито були зацікавлені в торгах за музику Offspring.
У січні 2016 року Round Hill придбала каталог гурту Columbia Records і права на публікацію музики протягом усієї їхньої кар'єри за 35 мільйонів доларів. У грудні 2016 року Round Hill підписали дистриб'юторську угоду з Universal Music Enterprises на каталог Offspring Columbia (включаючи альбом Greatest Hits). До вересня 2015 року гурт закінчив два-три треки.
20 липня 2016 року відбулася прем'єра нової пісні Offspring "Sharknado", яка була записана для фільму "Акулячий торнадо 4: Пробудження".

### "Let the Bad Times Rolland split" з Грегом К. та Пітом Парадою (2017-2021)
Учасник гурту Кевін Вассерман був відсутній на гастролях Offspring 2017 року з гурту "Sublime with Rome" через «раптові сімейні обставини»; його замінили на концертах Том Теккер і Джона Німой. Того ж року Голланд отримав ступінь доктора філософії з молекулярної біології в Університеті Південної Каліфорнії .
9 червня 2018 року The Offspring дебютували з однією піснею, яка, як очікується, увійде до нового альбому, «It Won't Get Better», під час виступу на фестивалі Greenfield Festival у Швейцарії.
20 липня 2018 року було оголошено, що Offspring випустять кавер-версію пісні 311 «Down», а 311 випустять «реггіфіковану» кавер-версію пісні Offspring «Self Esteem», яку вокаліст 311 Нік Гексум назвав «ймовірно [своєю] улюбленою піснею»; кавер-версії збіглися у часі з хедлайнерами туру «Never Ending Summer».
11 листопада 2018 року з Offspring був звільнений басист-засновник Грег К. Його замінив на головних гастролях гурту в Австралії та Японії басист гурту No Doubt Тоні Канал. Після завершення туру гастролюючий ритм-гітарист Тодд Морс став повноцінним учасником гурту, замінивши Крізела. У серпні Грег К. подав позов проти Голланд і Вассермана після нібито прийнятого ними в листопаді 2018 року рішення заборонити Криселу брати участь у діяльності гурту, включаючи студійні записи та живі виступи.  Крисел і його адвокати також стверджували, що вони вступили в змову з метою «захоплення бізнесу, бізнес-можливостей і активів» частки Крисела в гурті без компенсації. Пізніше Голланд і Вассерман також подали позов проти Крисела, заявивши, що «доводи Крисела не мають під собою жодного підґрунтя». Вони стверджували, що Кризеля, очевидно, попросили і він погодився покинути гурт після того, як «виникли розбіжності між тим, як Кризель бачив теперішнє і майбутнє гурту, і тим, як Голланд і Вассерман бачили теперішнє і майбутнє гурту». 2023 року справу було врегульовано в позасудовому порядку.
21 квітня 2020 року гурт The Offspring випустили рок-кавер на кантрі-пісню Джо Екзотика «Here Kitty Kitty», популяризовану в документальному фільмі Netflix 2020 року «Король тигрів». Він був записаний, коли гурт перебував на карантині під час пандемії COVID-19. У червні 2020 року в інтерв'ю Download TV Голланд підтвердив, що новий альбом «в основному готовий», але додав, що його випуск «наразі призупинено» через пандемію. 10 вересня 2020 року Велті подав до суду на гурт за невиплачені роялті, який він програв у 2023 році.
4 листопада 2020 року Offspring випустили різдвяну пісню, кавер на пісню Дарлін Лав «Christmas (Baby Please Come Home)». Фізична версія вийшла у вигляді 7-дюймового вінілового синглу 11 грудня 2020 року. 13 листопада Offspring завантажили лірик-відео на пісню «Huck It!» і анонсували перевидання альбому Conspiracy of One на вінілі до його 20-річчя. 23 лютого 2021 року Offspring анонсували свій десятий альбом "Let the Bad Times Roll" і випустили заголовний трек в якості лід-синглу через стрімінгові сервіси; альбом вийшов 16 квітня.
Десятий студійний альбом The Offspring вийшов 16 квітня 2021 року. Це перший альбом, випущений на лейблі Concord Records і перший із Тоддом Морсом, що замінив бас-гітариста Грега Крісела у 2019 році.
2 серпня 2021 року Піт Парада оголосив, що його звільнили з Offspring, оскільки він відмовився від вакцинації проти COVID-19. Він сказав, що діяв за порадою свого лікаря, оскільки страждає на синдром Гійєна-Барре. В інтерв'ю, опублікованому в листопаді 2021 року, Холланд і Вассерман заперечували, що Парада був звільнений, і натомість заявили, що були змушені найняти інших барабанщиків для безпеки своєї команди в турі . В інтерв'ю 4 березня 2023 року Парада підтвердив, що він більше не є учасником Offspring. Він створив новий гурт "The Defiant".

### Supercharged і прихід Pertzborn (2022 - по теперішній час)
У 2022 році підтримали Україну у війні з Росією. У вересні 2022 року в інтерв'ю бразильській радіостанції 89FM A Rádio Rock Холланд підтвердив, що Offspring почали роботу над новим матеріалом для одинадцятого студійного альбому: «...Ми хочемо продовжувати працювати. Нам довелося взяти перерву під час пандемії, і ми відчуваємо: «Ми знову в строю. Давайте використаємо це по максимуму прямо зараз."  У листопаді Холланд повідомив Times Colonist, що гурт розпочне запис нового альбому у січні 2023 року разом із Бобом Роком.
12 травня 2023 року колишній барабанщик Black Flag, Suicidal Tendencies і Мериліна Менсона Брендон Перцборн оголосив, що приєднався до Offspring в якості нового барабанщика, замінивши Джоша Фріза, який не зміг виступати з групою через зайнятість у Foo Fighters замість Тейлора Гокінса, який помер у 2022 році.
6 серпня 2023 року перший барабанщик Offspring - Джеймс Лілья, вперше з 1987 року вийшов на сцену і виконав пісню «Beheaded», яку він написав у співавторстві з Голландом.
У травні 2024 року в інтерв'ю радіостанції 99X в Атланті Холланд і гітарист Нудлз підтвердили, що робота над одинадцятим студійним альбомом гурту завершена, і що вони працюють над обкладинкою і назвою альбому. Наступного місяця було оголошено, що альбом отримав назву Supercharged і вийшов 11 жовтня 2024 року. Перший сингл з альбому, «Make It All Right», вийшов 7 червня.

## Музичний стиль і вплив
Хоча The Offspring найчастіше відносять до альтернативного року, скейт-панку і панк-року, їх музика також містить елементи гранжу, металу та ска. Тексти пісень зазвичай носять відтінок сарказму і присвячені як особистим взаєминам («Hit That», «She's Got Issues»), так і соціально-політичних проблем («L.A.P.D.», «Americana»).
Вплив на The Offspring надала музика таких груп, як Agent Orange, The Adolescents, Angry Samoans, Bad Brains, Bad Religion, Black Flag, Channel 3, Circle Jerks, The Clash, D.I., The Damned, Dead Kennedys, Descendents, The Dickies, Iron Maiden, Jane's Addiction, Bob Marley та The Wailers, Metallica, Minor Threat, Nirvana, NoFX, Ramones, Red Hot Chili Peppers, Sex Pistols, Sham 69, Social Distortion, Thelonious Monster, TSOL, The Vandals і Youth Brigade.

## Учасники
Теперішні учасники
- Декстер Голланд (Brian Keith «Dexter» Holland) — вокал, ритм-гітара (1984 — дотепер)
- Кевін «Нудлз» Вассерман (Kevin «Noodles» Wasserman) — гітара, бек-вокал (1985 — дотепер)
- Тодд Морс (Todd Morse) — бас-гітара (2019 — дотепер), бек-вокал (2009 — дотепер); ритмічна гітара (сесійний музикант 2009—2019)

Колишні учасники
- Піт Параду (Pete Parada) — ударні (2007—2021)
- Грег Крісел (Greg Kriesel) — бас-гітара, бек-вокал (1984—2018)
- Атом Віллард (Atom Willard) — ударні (2003—2007)
- Рон Велті (Ron Welty) — ударні (1987—2003)
- Джеймс Лілья (James Lilja) — ударні (1984—1987)
- Даг Томпсон (Doug Thompson) — вокал (1984)
- Маркус Перріш (Marcus Parrish) — гітара (1984)
- Джим Бентон (Jim Benton) — ударні (1984)

Поточні сесійні музиканти
- Джона Німой (Jonah Nimoy) — ритмічна гітара, клавішні, перкусія, бек-вокал (2019 — дотепер; 2017)
- Джош Фріз (Josh Freese) — ударні на альбомі Splinter, Rise and Fall, Rage and Grace, Days Go By(2003, 2008, 2012). (2021 — дотепер)

Непостійні
- Кріс «X-13» Хіггінс[en] (Chris «X-13» Higgins) — бек-вокал, ударні, синтезатор, семпли та ритм-гітара. Формально до групи не входить, але допомагає її учасникам. Саме його голосом вимовляються фрази «You gotta keep 'em separated» (в «Come Out And Play»), «Hey, that's something everyone can enjoy!» (В «Why Don't You Got a Job?»), «Mota» і «Pretty Fly (for a White Guy)» (в однойменних піснях).
- Ронні Кінг[en] (Ronnie King) — клавішні, перкусія, електроніка (2003—2004)
- Воррен Фицджералд[en] (Warren Fitzgerald) — ритм-гітара (2008)
- Ендрю Фрімен[en] (Andrew Freeman) — ритм-гітара, бек-вокал (2008)
- Скотт Шіфлетт[en] (Scott Shiflett) — бас, бек-вокал (2008)
- Пол МакІннес (Paul McInnes) — ударні (2003)
- Том Такер (Tom Thacker) — ритмічна гітара (2013 заміняв Тода Морса на двох коцертах; 2017 заміняв «Нудлза» під час літнього туру)
- Тоні Канал (Tony Kanal) — бас-гітара (2018—2019)
- Джеймі Міллер (Jamie Miller) — ударні (2021)

## Дискографія
та Список пісень The Offspring

### Альбоми, записані у студії[58][59]
| Рік       | Альбом                        | Лейбл            |
| --------- | ----------------------------- | ---------------- |
| 1989/1995 | The Offspring                 | Nemesis/Nitro    |
| 1992      | Ignition                      | Epitaph          |
| 1994      | Smash                         | Epitaph          |
| 1997      | Ixnay on the Hombre           | Columbia/Epitaph |
| 1998      | Americana                     | Columbia         |
| 2000      | Conspiracy of One             | Columbia         |
| 2003      | Splinter                      | Columbia         |
| 2008      | Rise and Fall, Rage and Grace | Columbia         |
| 2012      | Days Go By                    | Columbia         |
| 2021      | Let The Bad Times Roll        | Concord Records  |
| 2024      | Supercharged                  | Concord Records  |

## Концерти в Україні
- 30 травня 2013 — Київ, «Київський палац спорту»